# Acaprazina
Acaprazina (DCI) é uma droga ansiolítica e antagonista adrenérgica [en] da classe das fenilpiperazinas que nunca foi comercializada.